# Die schwarze Nymphomanin
Die schwarze Nymphomanin (Originaltitel: Gola profonda nera, Alternativtitel: Black Deep Throat, Queen of Sex) ist ein italienischer Sexfilm aus dem Jahr 1976. Im deutschen Sprachraum wurde der Film 1985 auf Video erstausgewertet. 
Bei dem in Deutschland unter dem Titel Die schwarze Nymphomanin 2. Teil (ερωτικό πάθος, 1982) vermarkteten Genrebeitrag handelt es sich nicht um einen Nachzügler, wenngleich Ajita Wilson ebenfalls als Hauptdarstellerin agiert.

## Handlung
Die dunkelhäutige Reporterin Claudine recherchiert im Auftrag der Zeitschrift „Sera Varieta“ zum Thema Drogenhandel und kann somit eine Verbindung der jungen abhängigen Maria zu dem bekannten Schauspieler José Depardieu aufdecken, der mit Freunden Partys organisiert und sich dabei unter Drogen gesetzte Mädchen zu Willen macht. Unter Druck auch durch die Vorhaltungen des Herausgebers der Zeitschrift befreundet sich Claudine in Begleitung ihrer Freundin Angelica mit Françoise Gauthier, der Freundin Depardieus, wo sie Beweisfotos erhält.
Problematisch ist Claudines Konfrontation mit der Situation selbst, da sie seit einem Kindheitserlebnis unter Nymphomanie leidet. Sie wird, ebenfalls durch Fotografien, erpresst, und muss an einer Sexparty Depardieus teilnehmen, um die geforderte Summe aufzubringen. Mit Hilfe und Angelicas, ihres Freundes Paul und des Psychoanalytikers Guru kann sie sich von den Zwängen befreien, indem sie die Kindheitserinnerung wachruft und nacherlebt.

## Kritiken
Das Lexikon des internationalen Films schrieb, der Film sei „nur Vorwand für ausgedehnte sexuelle Darstellungen mit primitiver Psychologisierung.“ Segnalazioni Cinematografiche bemerkten, dass das „in der Geschichte völlig unglaubwürdige Drehbuch sich nur darum kümmert, die Hauptdarstellerin auszuziehen und für Paarungen jeglicher Art zu sorgen“.

## Bemerkungen
Der Originaltitel spielt auf den Pornofilm Deep Throat an, dessen italienischer Verleihtitel Gola profonda lautete.